# 小行星1113
小行星1113（1113 Katja）是一颗围绕太阳公转的小行星。1928年8月15日，佩拉格婭·沙因在克里米亚发现了此天体。
这颗小行星的绝对星等为9.26等。